# Quarto d'ora accademico

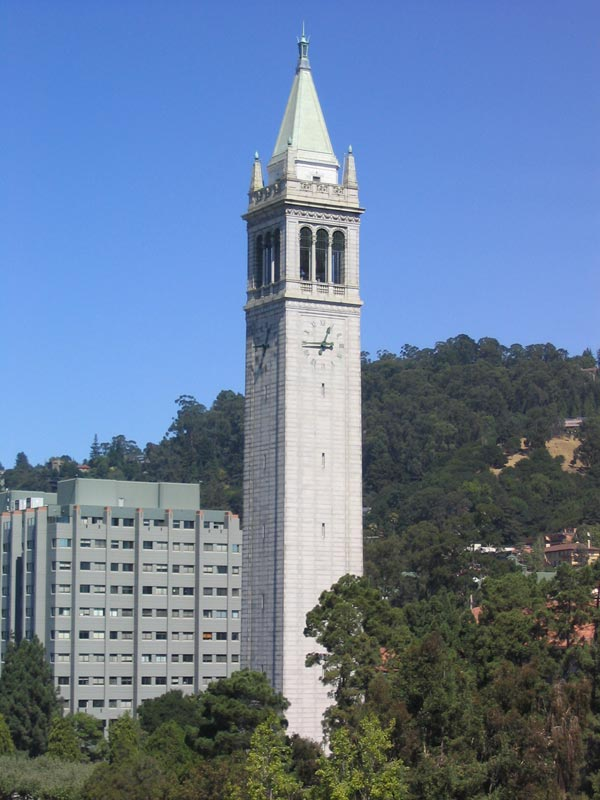
Campanile dell'Università della California - Berkeley. In passato, i campanili erano usati per scandire il tempo e annunciare l'inizio delle lezioni.

Il quarto d'ora accademico è una tradizione che consiste nell'iniziare le lezioni universitarie un quarto d'ora dopo l'orario previsto in calendario. È seguita in molte università in Germania, Italia, Svezia e altri paesi europei. 
La tradizione risale alle università antiche, quando gli orologi portatili non esistevano e il tempo era scandito dai carillon delle chiese. Al suono delle campane, gli studenti avevano quindi un quarto d'ora di tempo per raggiungere l'aula delle lezioni. Tale usanza è rimasta in varie università, specialmente quelle con campus estesi, nei quali è necessario del tempo per consentire a docenti e studenti di muoversi da un'aula all'altra.

## Uso nelle varie università
Nelle università tedesche tipicamente il quarto d'ora accademico (Akademisches Viertel) è assunto implicitamente, o può essere specificato negli orari con la sigla "c.t." (cum tempore, che in latino significa "con tempo"). Quando esso non è previsto, solitamente l'orario è segnato con la sigla "s.t." (sine tempore, "senza tempo").
All'Università di Uppsala il quarto d'ora accademico (akademisk kvart) è in uso da sempre. Venne formalizzato nel 1982 dal rettore Martin Holmdahl, integrandolo direttamente nell'orario delle lezioni, che sono calendarizzate un quarto dopo l'ora piena (ad esempio, le lezioni del mattino iniziano alle 8:15). Il quarto d'ora accademico esiste anche nella vita sociale studentesca a Uppsala e Lund. Eventi studenteschi come le gasque tipicamente prevedono il doppio quarto d'ora (dubbelkvart, solitamente segnato come dk o dq accanto all'orario), e ciò significa che l'arrivo dei partecipanti è atteso entro mezz'ora dall'orario d'inizio ufficiale dell'evento; nell'attesa, gli ospiti possono socializzare e trovare il proprio posto a tavola (che in questi eventi tipicamente non è libero ma è assegnato in base a qualche schema).
All'Università di Lund gli orari tipicamente prevedono il quarto d'ora accademico di giorno, e un doppio quarto (mezz'ora) per gli eventi dalle 18:00 in poi. Al KTH il quarto d'ora accademico si applica alle lezioni ma non ai laboratori.
All'Università della California - Berkeley, le lezioni iniziano generalmente dieci minuti dopo l'orario in calendario, usanza nota come Berkeley time.